# Europese kampioenschappen beachvolleybal 2023 (vrouwen)
Het vrouwentoernooi van de Europese kampioenschappen beachvolleybal 2023 in Wenen vond plaats van 2 tot en met 5 augustus. Het Zwitserse duo Nina Brunner en Tanja Hüberli werd voor de tweede keer Europees kampioen door het Spaanse tweetal Daniela Álvarez en Tania Moreno in twee sets te verslaan. Het brons ging naar de Duitsers Laura Ludwig en Louisa Lippmann die in de troostfinale in drie sets te sterk waren voor Anouk Vergé-Dépré en Joana Mäder uit Zwitserland.

## Groepsfase
|  | Direct naar laatste 16 |
|  | Naar tussenronde       |

### Groep A
| # | Ploeg              | Punten | Wedstrijden | Wedstrijden | Sets | Sets | Sets  | Spelpunten | Spelpunten | Spelpunten |
| # | Ploeg              | Punten | W           | V           | W    | V    | Ratio | W          | V          | Ratio      |
| - | ------------------ | ------ | ----------- | ----------- | ---- | ---- | ----- | ---------- | ---------- | ---------- |
| 1 | Hüberli / Brunner  | 4      | 2           | 0           | 4    | 1    | 4,000 | 100        | 81         | 1,235      |
| 2 | Borger / Ittlinger | 3      | 1           | 1           | 3    | 2    | 1,500 | 92         | 89         | 1,034      |
| 3 | Körtzinger / Kunst | 3      | 1           | 1           | 2    | 2    | 1,000 | 73         | 76         | 0,961      |
| 4 | Machno / Machno    | 2      | 0           | 2           | 0    | 4    | 0,000 | 65         | 84         | 0,774      |

| Datum      |                    | Score |                    | Set 1   | Set 2   | Set 3   |
| ---------- | ------------------ | ----- | ------------------ | ------- | ------- | ------- |
| 2 augustus | Hüberli / Brunner  | 2 – 0 | Machno / Machno    | 21 – 17 | 21 – 14 |         |
| 2 augustus | Borger / Ittlinger | 2 – 0 | Körtzinger / Kunst | 21 – 17 | 21 – 14 |         |
| 2 augustus | Hüberli / Brunner  | 2 – 1 | Borger / Ittlinger | 21 – 13 | 20 – 22 | 17 – 15 |
| 2 augustus | Machno / Machno    | 0 – 2 | Körtzinger / Kunst | 17 – 21 | 17 – 21 |         |

### Groep B
| # | Ploeg               | Punten | Wedstrijden | Wedstrijden | Sets | Sets | Sets  | Spelpunten | Spelpunten | Spelpunten |
| # | Ploeg               | Punten | W           | V           | W    | V    | Ratio | W          | V          | Ratio      |
| - | ------------------- | ------ | ----------- | ----------- | ---- | ---- | ----- | ---------- | ---------- | ---------- |
| 1 | Stam / Schoon       | 4      | 2           | 0           | 4    | 0    | MAX   | 85         | 64         | 1,250      |
| 2 | Ludwig / Lippmann   | 3      | 1           | 1           | 2    | 2    | 1,000 | 73         | 78         | 0,936      |
| 3 | Ahtiainen / Lahti   | 3      | 1           | 1           | 2    | 2    | 1,000 | 78         | 76         | 1,026      |
| 4 | Freiberger / Holzer | 2      | 0           | 2           | 0    | 4    | 0,000 | 71         | 85         | 0,835      |

| Datum      |                     | Score |                     | Set 1   | Set 2   | Set 3 |
| ---------- | ------------------- | ----- | ------------------- | ------- | ------- | ----- |
| 2 augustus | Stam / Schoon       | 2 – 0 | Freiberger / Holzer | 21 – 19 | 22 – 20 |       |
| 2 augustus | Ahtiainen / Lahti   | 0 – 2 | Ludwig / Lippmann   | 21 – 23 | 15 – 21 |       |
| 2 augustus | Stam / Schoon       | 2 – 0 | Ludwig / Lippmann   | 21 – 15 | 21 – 14 |       |
| 2 augustus | Freiberger / Holzer | 0 – 2 | Ahtiainen / Lahti   | 16 – 21 | 16 – 21 |       |

### Groep C
| # | Ploeg                  | Punten | Wedstrijden | Wedstrijden | Sets | Sets | Sets  | Spelpunten | Spelpunten | Spelpunten |
| # | Ploeg                  | Punten | W           | V           | W    | V    | Ratio | W          | V          | Ratio      |
| - | ---------------------- | ------ | ----------- | ----------- | ---- | ---- | ----- | ---------- | ---------- | ---------- |
| 1 | Gottardi / Menegatti   | 4      | 2           | 0           | 4    | 1    | 4,000 | 97         | 83         | 1,169      |
| 2 | Placette / Richard     | 3      | 1           | 1           | 2    | 3    | 0,667 | 83         | 93         | 0,892      |
| 3 | Hermannová / Štochlová | 3      | 1           | 1           | 3    | 3    | 1,000 | 105        | 105        | 1,000      |
| 4 | Guidarelli / González  | 2      | 0           | 2           | 2    | 4    | 0,500 | 105        | 109        | 0,963      |

| Datum      |                        | Score |                        | Set 1   | Set 2   | Set 3   |
| ---------- | ---------------------- | ----- | ---------------------- | ------- | ------- | ------- |
| 2 augustus | Gottardi / Menegatti   | 2 – 1 | Guidarelli / González  | 21 – 18 | 19 – 21 | 15 – 13 |
| 2 augustus | Hermannová / Štochlová | 1 – 2 | Placette / Richard     | 21 – 16 | 19 – 21 | 11 – 15 |
| 2 augustus | Gottardi / Menegatti   | 2 – 0 | Placette / Richard     | 21 – 17 | 21 – 14 |         |
| 2 augustus | Guidarelli / González  | 1 – 2 | Hermannová / Štochlová | 21 – 16 | 17 – 21 | 15 – 17 |

### Groep D
| # | Ploeg                  | Punten | Wedstrijden | Wedstrijden | Sets | Sets | Sets  | Spelpunten | Spelpunten | Spelpunten |
| # | Ploeg                  | Punten | W           | V           | W    | V    | Ratio | W          | V          | Ratio      |
| - | ---------------------- | ------ | ----------- | ----------- | ---- | ---- | ----- | ---------- | ---------- | ---------- |
| 1 | Müller / Tillmann      | 4      | 2           | 0           | 4    | 1    | 4,000 | 94         | 83         | 1,133      |
| 2 | Paulikienė / Raupelytė | 3      | 1           | 1           | 3    | 3    | 1,000 | 104        | 107        | 0,972      |
| 3 | Liliana / Paula        | 3      | 1           | 1           | 3    | 2    | 1,500 | 97         | 84         | 1,155      |
| 4 | Friedl / Schützenhöfer | 2      | 0           | 2           | 0    | 4    | 0,000 | 63         | 84         | 0,750      |

| Datum      |                        | Score |                        | Set 1   | Set 2   | Set 3   |
| ---------- | ---------------------- | ----- | ---------------------- | ------- | ------- | ------- |
| 2 augustus | Müller / Tillmann      | 2 – 0 | Friedl / Schützenhöfer | 21 – 17 | 21 – 15 |         |
| 2 augustus | Paulikienė / Raupelytė | 2 – 1 | Liliana / Paula        | 21 – 19 | 15 – 21 | 17 – 15 |
| 2 augustus | Müller / Tillmann      | 2 – 1 | Paulikienė / Raupelytė | 16 – 21 | 21 – 17 | 15 – 13 |
| 2 augustus | Friedl / Schützenhöfer | 0 – 2 | Liliana / Paula        | 16 – 21 | 15 – 21 |         |

### Groep E
| # | Ploeg               | Punten | Wedstrijden | Wedstrijden | Sets | Sets | Sets  | Spelpunten | Spelpunten | Spelpunten |
| # | Ploeg               | Punten | W           | V           | W    | V    | Ratio | W          | V          | Ratio      |
| - | ------------------- | ------ | ----------- | ----------- | ---- | ---- | ----- | ---------- | ---------- | ---------- |
| 1 | Van Driel / Piersma | 4      | 2           | 0           | 4    | 1    | 4,000 | 100        | 87         | 1,149      |
| 2 | Vergé-Dépré / Mäder | 3      | 1           | 1           | 2    | 2    | 1,000 | 82         | 72         | 1,139      |
| 3 | Bianchin / Scampoli | 3      | 1           | 1           | 3    | 2    | 1,500 | 90         | 89         | 1,011      |
| 4 | Piersma / Van Driel | 2      | 0           | 2           | 0    | 4    | 0,000 | 61         | 85         | 0,718      |

| Datum      |                     | Score |                     | Set 1   | Set 2   | Set 3  |
| ---------- | ------------------- | ----- | ------------------- | ------- | ------- | ------ |
| 2 augustus | Bianchin / Scampoli | 1 – 2 | Van Driel / Piersma | 22 – 20 | 16 – 21 | 9 – 15 |
| 2 augustus | Vergé-Dépré / Mäder | 2 – 0 | Piersma / Van Driel | 21 – 17 | 21 – 11 |        |
| 2 augustus | Vergé-Dépré / Mäder | 0 – 2 | Van Driel / Piersma | 19 – 21 | 21 – 23 |        |
| 2 augustus | Piersma / Van Driel | 0 – 2 | Bianchin / Scampoli | 20 – 22 | 13 – 21 |        |

### Groep F
| # | Ploeg                     | Punten | Wedstrijden | Wedstrijden | Sets | Sets | Sets  | Spelpunten | Spelpunten | Spelpunten |
| # | Ploeg                     | Punten | W           | V           | W    | V    | Ratio | W          | V          | Ratio      |
| - | ------------------------- | ------ | ----------- | ----------- | ---- | ---- | ----- | ---------- | ---------- | ---------- |
| 1 | Álvarez / Moreno          | 4      | 2           | 0           | 4    | 0    | MAX   | 84         | 63         | 1,333      |
| 2 | Sinisalo / Parkkinen      | 3      | 1           | 1           | 2    | 3    | 0,667 | 87         | 96         | 0,906      |
| 3 | Kotnik / Lovšin           | 3      | 1           | 1           | 3    | 3    | 1,000 | 107        | 99         | 1,081      |
| 4 | Helland-Hansen / Olimstad | 2      | 0           | 2           | 1    | 4    | 0,250 | 75         | 95         | 0,789      |

| Datum      |                      | Score |                           | Set 1   | Set 2   | Set 3   |
| ---------- | -------------------- | ----- | ------------------------- | ------- | ------- | ------- |
| 2 augustus | Kotnik / Lovšin      | 1 – 2 | Sinisalo / Parkkinen      | 20 – 22 | 21 – 15 | 13 – 15 |
| 2 augustus | Álvarez / Moreno     | 2 – 0 | Helland-Hansen / Olimstad | 21 – 13 | 21 – 15 |         |
| 2 augustus | Sinisalo / Parkkinen | 0 – 2 | Álvarez / Moreno          | 19 – 21 | 16 – 21 |         |
| 2 augustus | Kotnik / Lovšin      | 2 – 1 | Helland-Hansen / Olimstad | 21 – 14 | 17 – 21 | 15 – 12 |

### Groep G
| # | Ploeg                    | Punten | Wedstrijden | Wedstrijden | Sets | Sets | Sets  | Spelpunten | Spelpunten | Spelpunten |
| # | Ploeg                    | Punten | W           | V           | W    | V    | Ratio | W          | V          | Ratio      |
| - | ------------------------ | ------ | ----------- | ----------- | ---- | ---- | ----- | ---------- | ---------- | ---------- |
| 1 | Davidova / Bajeva        | 4      | 2           | 0           | 4    | 0    | MAX   | 88         | 63         | 1,397      |
| 2 | Dunarová / Resová        | 3      | 1           | 1           | 2    | 3    | 0,667 | 73         | 93         | 0,785      |
| 3 | Graudina / Samoilova     | 3      | 1           | 1           | 2    | 2    | 1,000 | 88         | 85         | 1,035      |
| 4 | Gruszczyńska / Wachowicz | 2      | 0           | 2           | 1    | 4    | 0,250 | 90         | 98         | 0,918      |

| Datum      |                          | Score |                          | Set 1   | Set 2   | Set 3   |
| ---------- | ------------------------ | ----- | ------------------------ | ------- | ------- | ------- |
| 2 augustus | Graudina / Samoilova     | 0 – 2 | Davidova / Bajeva        | 21 – 23 | 21 – 23 |         |
| 2 augustus | Gruszczyńska / Wachowicz | 1 – 2 | Dunarová / Resová        | 17 – 21 | 21 – 16 | 13 – 15 |
| 2 augustus | Davidova / Bajeva        | 2 – 0 | Dunarová / Resová        | 21 – 9  | 21 – 12 |         |
| 2 augustus | Graudina / Samoilova     | 2 – 0 | Gruszczyńska / Wachowicz | 21 – 16 | 25 – 23 |         |

### Groep H
| # | Ploeg                | Punten | Wedstrijden | Wedstrijden | Sets | Sets | Sets  | Spelpunten | Spelpunten | Spelpunten |
| # | Ploeg                | Punten | W           | V           | W    | V    | Ratio | W          | V          | Ratio      |
| - | -------------------- | ------ | ----------- | ----------- | ---- | ---- | ----- | ---------- | ---------- | ---------- |
| 1 | Böbner / Vergé-Dépré | 4      | 2           | 0           | 4    | 2    | 2,000 | 111        | 103        | 1,078      |
| 2 | Klinger / Klinger    | 3      | 1           | 1           | 3    | 2    | 1,500 | 92         | 87         | 1,057      |
| 3 | Bentele / Lutz       | 3      | 1           | 1           | 2    | 2    | 1,000 | 74         | 75         | 0,987      |
| 4 | Carro / Lobato       | 2      | 0           | 2           | 1    | 4    | 0,250 | 86         | 98         | 0,878      |

| Datum      |                      | Score |                      | Set 1   | Set 2   | Set 3   |
| ---------- | -------------------- | ----- | -------------------- | ------- | ------- | ------- |
| 2 augustus | Klinger / Klinger    | 2 – 0 | Bentele / Lutz       | 21 – 15 | 21 – 17 |         |
| 2 augustus | Böbner / Vergé-Dépré | 2 – 1 | Carro / Lobato       | 19 – 21 | 22 – 20 | 15 – 12 |
| 2 augustus | Klinger / Klinger    | 1 – 2 | Böbner / Vergé-Dépré | 21 – 19 | 16 – 21 | 13 – 15 |
| 2 augustus | Bentele / Lutz       | 2 – 0 | Carro / Lobato       | 21 – 16 | 21 – 17 |         |

## Knockoutfase

### Tussenronde
| Datum      | Wedstrijd | Team 1                 | Score | Team 2                 | Set 1   | Set 2   | Set 3   |
| ---------- | --------- | ---------------------- | ----- | ---------------------- | ------- | ------- | ------- |
| 3 augustus | 1         | Liliana / Paula        | 2 – 0 | Placette / Richard     | 21 – 14 | 21 – 12 |         |
| 3 augustus | 2         | Sinisalo / Parkkinen   | 1 – 2 | Bianchin / Scampoli    | 21 – 19 | 19 – 21 | 13 – 15 |
| 3 augustus | 3         | Bentele / Lutz         | 0 – 2 | Dunarová / Resová      | 20 – 22 | 20 – 22 |         |
| 3 augustus | 4         | Ludwig / Lippmann      | 2 – 1 | Körtzinger / Kunst     | 21 – 15 | 14 – 21 | 15 – 8  |
| 3 augustus | 5         | Ahtiainen / Lahti      | 2 – 0 | Ittlinger / Borger     | 24 – 22 | 21 – 15 |         |
| 3 augustus | 6         | Klinger / Klinger      | 0 – 2 | Graudina / Samoilova   | 18 – 21 | 9 – 21  |         |
| 3 augustus | 7         | Kotnik / Lovšin        | 0 – 2 | Vergé-Dépré / Mäder    | 13 – 21 | 17 – 21 |         |
| 3 augustus | 8         | Paulikienė / Raupelytė | 2 – 1 | Hermannová / Štochlová | 21 – 17 | 22 – 24 | 15 – 12 |

### Eindronde
| Achtste finale | Achtste finale         | Achtste finale | Achtste finale | Achtste finale |  |    | Kwartfinale            | Kwartfinale           | Kwartfinale | Kwartfinale | Kwartfinale |  |  | Halve finale | Halve finale        | Halve finale | Halve finale | Halve finale |  |              | Finale            | Finale              | Finale       | Finale       | Finale |
|                |                        |                |                |                |  |    |                        |                       |             |             |             |  |  |              |                     |              |              |              |  |              |                   |                     |              |              |        |
| 1              | Hüberli / Brunner      | 21             | 21             |                |  |    |                        |                       |             |             |             |  |  |              |                     |              |              |              |  |              |                   |                     |              |              |        |
| 20             | Liliana / Paula        | 16             | 15             |                |  |    | 1                      | Hüberli / Brunner     | 21          | 17          | 15          |  |  |              |                     |              |              |              |  |              |                   |                     |              |              |        |
| 9              | Böbner / Vergé-Dépré   | 21             | 21             |                |  | 9  | Böbner / Vergé-Dépré   | 17                    | 21          | 12          |             |  |  |              |                     |              |              |              |  |              |                   |                     |              |              |        |
| 12             | Bianchin / Scampoli    | 15             | 15             |                |  |    |                        |                       |             |             |             |  |  | 1            | Hüberli / Brunner   | 21           | 19           | 16           |  |              |                   |                     |              |              |        |
| 21             | Van Driel / Piersma    | 19             | 26             | 15             |  |    |                        |                       |             |             |             |  |  | 18           | Ludwig / Lippmann   | 19           | 21           | 14           |  |              |                   |                     |              |              |        |
| 23             | Dunarová / Resová      | 21             | 24             | 8              |  |    | 21                     | Van Driel / Piersma   | 15          | 15          |             |  |  |              |                     |              |              |              |  |              |                   |                     |              |              |        |
| 4              | Müller / Tillmann      | 19             | 18             |                |  | 18 | Ludwig / Lippmann      | 21                    | 21          |             |             |  |  |              |                     |              |              |              |  |              |                   |                     |              |              |        |
| 18             | Ludwig / Lippmann      | 21             | 21             |                |  |    |                        |                       |             |             |             |  |  |              |                     |              |              |              |  |              | 1                 | Hüberli / Brunner   | 21           | 21           |        |
| 3              | Gottardi / Menegatti   | 21             | 21             |                |  |    |                        |                       |             |             |             |  |  |              |                     |              |              |              |  |              | 11                | Álvarez / Moreno    | 12           | 13           |        |
| 15             | Ahtiainen / Lahti      | 12             | 15             |                |  |    | 3                      | Menegatti / Gottarddi | 18          | 21          |             |  |  |              |                     |              |              |              |  |              |                   |                     |              |              |        |
| 11             | Álvarez / Moreno       | 21             | 21             |                |  | 11 | Álvarez / Moreno       | 21                    | 23          |             |             |  |  |              |                     |              |              |              |  |              |                   |                     |              |              |        |
| 7              | Graudina / Samoilova   | 19             | 14             |                |  |    |                        |                       |             |             |             |  |  | 11           | Álvarez / Moreno    | 25           | 21           | 15           |  |              |                   |                     |              |              |        |
| 26             | Davidova / Bajeva      | 21             | 19             | 13             |  |    |                        |                       |             |             |             |  |  | 5            | Vergé-Dépré / Mäder | 27           | 17           | 13           |  |              |                   |                     |              |              |        |
| 5              | Vergé-Dépré / Mäder    | 17             | 21             | 15             |  |    | 5                      | Vergé-Dépré / Mäder   | 21          | 28          |             |  |  |              |                     |              |              |              |  | Troostfinale | Troostfinale      | Troostfinale        | Troostfinale | Troostfinale |        |
| 2              | Stam / Schoon          | 16             | 22             | 19             |  | 13 | Paulikienė / Raupelytė | 15                    | 26          |             |             |  |  |              |                     |              |              |              |  | 18           | Ludwig / Lippmann | 21                  | 18           | 15           |        |
| 13             | Paulikienė / Raupelytė | 21             | 20             | 21             |  |    |                        |                       |             |             |             |  |  |              |                     |              |              |              |  |              | 5                 | Vergé-Dépré / Mäder | 14           | 21           | 11     |